# Giuseppe Conte
Giuseppe Conte (italijanska izgovorjava: [dʒuˈzɛppe ˈkonte]), italijanski politik in poslovnež, * 8. avgust 1964, Appula.
Conte, odvetnik in profesor prava, je nekdanji predsednik vlade Italije.

## Predsednik vlade Italije
1. junija 2018 je prisegla njegova vlada, ki jo sestavljata desna Liga in Gibanje pet zvezd. Conte je postal predsednik vlade, Luigi Di Maio in Matteo Salvini pa sta zasedla položaja podpredsednikov. V začetku avgusta 2019 je po notranjih trenjih notranji minister Salvini s svojo stranko vložil pobudo za glasovanje o nezaupnici vladi. 20. avgusta je Conte odstopil sam, na prošnjo predsednika Mattarelle, pa je vlado vodil do imenovanja nove.
Po Contejevem odstopu se je govorilo o možnih predčasnih volitvah, a je predsednik Mattarella sprožil pogajanja o oblikovanju nove vlade. Prvi sta se za pogajalsko mizo usedli Gibanje petih zvezd in levo-sredinska Demokratska stranka. Slednja ni pristala na to, da bi novo vlado še vedno vodil Conte. 5. septembra 2019 mu je vlado le uspelo sestaviti, poleg Gibanja petih zvezd so v njej sodelovale še Demokratska stranka, koalicija strank Liberi e Uguali in stranka nekdanjega premierja Renzija Živa Italija. Sredi januarja 2021 je iz druge Contejeve vlade izstopila manjša stranka Živa Italija. Conte se je zato odločil za zaupnico v parlamentu, ki jo je uspešno prestal, a se 26. januarja kljub temu odločil za odstop. Upal je na pridobitvi novega, tretjega mandata, a ga je predsednik Mattarella podelil Mariu Draghiju. Funkcijo je Conte predal 13. februarja 2021.